# Marvo Luna
Marvo Luna es una historieta argentina de ciencia ficción creada y escrita por el guionista Héctor Germán Oesterheld (HGO). Se publicó en la revista para niños Billiken, de Editorial Atlántida, desde diciembre de 1971 hasta julio de 1973. Fue ilustrada inicialmente por Francisco Solano López, luego reemplazado por José Muñoz; y en su última etapa, a cargo de los dibujos estuvo el dúo formado por Roque Vitacca y Gustavo Trigo.
Marvo Luna es, a menudo, considerada como “El Eternauta para niños”, ya que la serie recrea algunas de las situaciones ya desarrolladas en aquella obra emblemática de la historieta nacional -como una Buenos Aires invadida por seres extraterrestres- pero adaptadas a un público infantil.

## Historia de la publicación
Antes de publicar Marvo Luna, Oesterheld se encontraba trabajando para Editorial Atlántida desde mediados de los años '60, en revistas como Karina, Sport y Canal TV. En 1969, había publicado en la revista Gente la segunda versión de El Eternauta, con ilustraciones de Alberto Breccia, historieta que fue cancelada por el semanario antes de finalizar debido a cuestiones ideológicas.
Desde el 6 de diciembre de 1971, la revista Billiken publicó dos páginas semanales a todo color de Marvo Luna. Sus aventuras estaban divididas en cuatro episodios: La presentación (con 19 entregas); "La estancia fantasma" (19), "La momia voladora" (24) y "El circo del terror" (14). El cómic fue ilustrado sucesivamente por Francisco Solano López (hasta el 24 de abril de 1972); José Muñoz (hasta el 21 de agosto de 1972); y, hasta el final de la historieta, por el binomio Roque Vitacca y Marcos Adán (seudónimo de Gustavo Trigo).
Luego de un receso que se produjo entre el 28 de agosto y el 16 de octubre de 1972, la historieta finalizó su publicación el 9 de julio de 1973.

## Argumento
Marvo Luna es un científico inventor cuyo laboratorio se halla camuflado en una juguetería llamada El plato volador. Allí, para luchar contra eventuales enemigos, fabrica sus modernos artefactos: el casco infra atómico, con el cual es posible ingresar en la corteza terrestre; el “telecavador”, un invento que sirve para excavar “sin hacer fuerza ni ensuciarse las manos”; el "cormalazapolín", un arma múltiple con machete, inyección somnífera y lazo; un motor a explosión congelada que les permite volar. En sus aventuras, Marvo siempre se halla acompañado por su ayudante el "Sapo" (apodado así por su fealdad) y tres adolescentes: "Ovni" González (apodo que responde a su capacidad de ver platos voladores donde otros no los ven), "Tres Pelos"; y, a partir del segundo episodio, la forzuda "Patica". 
En la presentación de la historieta, el grupo debe enfrentar a invasores saturninos comandados por el Murtor, un humanoide de piel verde con múltiples cerebros, que planea destruir Buenos Aires con un artefacto explosivo que la arrase en franjas: la "Bomba Reticular". Todo comienza con una lucha en la juguetería-laboratorio de Marvo contra tres humanos esclavos del Murtor ("Zombies"). Y en el patio del colegio donde estudia "Ovni" González surge una zona en la que los objetos se desvanecen: un hoyo por el que primero desaparecen las bolitas con las que jugaban los alumnos y finalmente hasta el maestro Fierro. Marvo descubre el misterio. Justo allí debajo, a gran profundidad, está ubicada la base del Murtor.
En el segundo episodio, el grupo se desplaza hacia una misteriosa estancia de la época de los conquistadores españoles. Allí debieron desbaratar el plan del Murtor de conquistar la Tierra con un ejército de tiranosaurios y cavernícolas.
A lo largo de la historieta, Marvo Luna y sus amigos enfrentan, además, a momias voladoras, a deidades egipcias como Anubis y Horus, a una momia roja y a un circo de dinosaurios formado por Janjó, un payaso proveniente de Rokokoko, un planeta muy muy lejano. Para explicar a estos extraños personajes, es fácil deducir que fueron inspirados en aquellos programas de TV que, a mediados de la década del 70, encarnaban las preferencias del público infantil:  la troupe de luchadores de Titanes en el ring y el circo de los payasos españoles Gaby, Fofó y Miliky.

## Características formales
Marvo Luna es un compendio de todos los tópicos que aparecen en las historietas de Héctor Germán Oesterheld.
En las creaciones de HGO suelen existir largas explicaciones pedagógicas cuando la revista que las publica es educativa. Según Oesterheld, “las historietas tienen que ser algo bien hecho, para que los niños puedan aprender historia, ciencia, geografía, y estimulen su imaginación”. Marvo explica en una de las entregas del primer episodio de la serie: “No es una pared. Es un caparazón de Gliptodonte, uno de esos grandes desdentados que poblaron la Pampa hace millones de años”. Y el Profesor Fierro, al comienzo del episodio de "La momia voladora", expone que "los egipcios preparaban el cuerpo de los faraones para que resistieran el paso del tiempo. Lo vaciaban por dentro, lo trataban con líquidos especiales y después lo vendaban".
Otra de las peculiaridades de las historietas de HGO es la ubicación de las aventuras en sitios reconocibles por el propio lector. En Marvo Luna, podemos observar el Obelisco, el Congreso y el Parque Centenario.
El héroe comunitario oesterheliano es, generalmente, mencionado por su apodo: Chato, Mediavaca, Bocha, Bagre, Coya, Fideo, en otras historietas; Sapo, Trespelos, Ovni, Drácula (por su palidez), en Marvo Luna. Y estos personajes protagónicos nunca hablan de "tú". Se los reconoce por sus expresiones coloquiales, muchas de ellas relacionadas con el fútbol. "Atájense esto", exclama el Sapo al disparar contra la nave del invasor; "Salvamos a Buenos Aires. Boca y River seguirán con sus clásicos", expresa Marvo. Y en ese lenguaje popular no está ausente el humor, la sátira y la ironía. Dentro del cuartel general del Murtor, Trespelos se queja: “¡Condenado moscardón! ¡Tanto aparato raro y no son capaces de mantener alejadas a las moscas!". Y, al estilo de la serie El súper agente 86, Marvo le responde: “No es una mosca, es un microsatélite automático con micropalancas de control”.
Es muy característico también que HGO bautizara a los invasores extraterrestres con nombres en los que abundan las letras "G, J, K, R, O, U": Krakkoa, Runko, Kurkos, Morugos, Gurbo, Ruuq, Konkur, en otras de sus historietas; Murtor, Ankut, Uou, el rokoko Janjó, en Marvo Luna.

## Valoración
HGO es considerado un prócer de la historieta nacional. El destacado guionista Robin Wood lo define de este modo: “No he visto en mi carrera nada tan perfecto, tan artístico, tan refinado y tan humano como el arte de este hombre". Debido a esto, la mayoría de las creaciones de Oesterheld son muy conocidas y analizadas por la crítica y el público de todo el mundo; sin embargo, Marvo Luna es una de las obras más ignoradas y de las menos reconocidas de su autor; e inclusive sus aventuras nunca fueron recopiladas en un libro (son 150 páginas de historieta que aún esperan ser editadas en ese formato), a diferencia de lo que ocurrió con gran parte de las creaciones de Héctor Germán Oesterheld (El Eternauta, Ernie Pike, Sargento Kirk, Mort Cinder, Sherlock Time). Aún así, Marvo Luna posee como obra muchas características dignas de ser valoradas.
HGO retoma, en esta historieta, tópicos de El Eternauta. El Murtor (el que, por su aspecto, nos recuerda a los Pargas de Rolo, el marciano adoptivo), por sus múltiples dedos nos remite al “Manos”; y los "Zombies", a los "Hombres Robot". Otro ítem coincidente con El Eternauta es el concepto temático y narrativo de "el héroe colectivo": Oesterheld sostenía que “el único héroe válido es el héroe ‘en grupo’, nunca el héroe individual, el héroe solo”.
Marvo Luna volvió a unir creativamente a Oesterheld y Solano López, guionista y dibujante de la primera versión de El Eternauta, de 1957. Esta dupla invencible, a lo largo de más de 20 años de trayectoria (1955-1976), engendró muchas de las mejores historietas de la Argentina: Bull Rockett; Uma Uma; Rolo, el marciano adoptivo; Amapola Negra; Joe Zonda; Rul de la Luna; Lord Pampa; Los Marcianeros. Y Marvo Luna significó el último trabajo en conjunto de estos dos grandes historietistas antes de El Eternauta 2, obra póstuma de HGO. En 1974, Oesterheld retomó la temática de la invasión extraterrestre y publicó La guerra de los Antartes en el diario Noticias, con ilustraciones de Gustavo Trigo, también dibujante de Marvo Luna. La historieta no pudo ser concluida ya que el diario fue clausurado por el gobierno de Isabel Perón. Al año siguiente, en la revista Evita Montonera, HGO publicó la historieta Camote, donde se relataban las desventuras de un militante socialista. En 1976, Oesterheld escribió los guiones de El Eternauta 2 en la clandestinidad, ya que había recibido amenazas de muerte por parte de la última dictadura militar, que lo terminó secuestrando al año siguiente. Todos los 27 de abril (desde 1977) se cumple un nuevo año de la desaparición forzada de Héctor Germán Oesterheld, y si bien nunca se conoció el paradero de su cuerpo, hay evidencias de que fue asesinado por la dictadura militar en 1978.